# 99 Alahovih imena
99 Alahovih imena (ar.: أسماء الله الحسنى‎ esma Allāh ul-husnā, što znači "najljepša imena Boga") su sveta Božja imena u islamu, odnosno Njegovi atributi. Ovim imenima je Bog nazvan u Kuranu, hadisu (govoru poslanika Muhameda) i islamskoj vjerskoj literaturi, te njima muslimani zazivaju Alaha u svojim molitvama. Muslimani vjeruju da je Bog Sam Sebi nadjenuo sva Svoja imena, neka je objavio u kuranskom tekstu, nekima je podučio Svoje poslanike (osobito Muhameda), nekima Svoje dobre robove (vjernike), a neke je zadržao za Sebe, te sakrio od pojavnog svijeta.  Alah (الله – Allah) je osobno ime Boga, a Njegova najuzvišenija titula jest Rab (رب – Rabb), što znači Gospodar.

## Porijeklo
Dva osnovna izvora iz kojih je sastavljen popis 99 Alahovih imena su Kuran, kao sveta knjiga i neizmijenjeni Božji govor, te hadis, istiniti govor Božjeg poslanika Muhameda. U Kuranu se na više mjesta spominje važnost lijepih Božjih imena, poput 180. ajeta sure El-E'araf:
Alah, Bog, ima najljepša imena i vi Ga njima zovite, a klonite se onih koji iskreću Njegova imena –  takvi će biti kažnjeni za to što su činili.
Hadis (izreka) poslanika Muhameda, koju prenosi Ebu Hurejre, glasi:
"Bog ima devedeset i devet imena, jedno manje od stotine. Onaj tko ih postigne ući će u Raj; On je Jedan (bez suparnika, Neparan) i voli neparno."
Islamski učenjaci (ulema) se nisu složili oko točnog smisla izraza "tko ih postigne", pa postoje mišljenja da "postići" ovdje može značiti naučiti napamet, ili shvatiti njihov smisao i značenje, ili njihov smisao i sadržaj, u skladu sa svojim mogućnostima, primijeniti u svome životu i ponašanju. Ipak, ne postoji jedna od svih muslimana jednodušno prihvaćena lista Božjih imena jer su ta imena izdvojena iz različitih odlomaka Kurana i hadisa.

## Božja imena
Općenito je prihvaćeno, kod islamskih učenjaka, da Alah posjeduje više od 99 imena od kojih stanovita imena nisu poznata (jedan hadis tako govori da je Bog njih zadržao u tajnosti), o čemu veliki islamski učenjak Imam En-Nevevi kaže: 
"Islamska ulema se složila da ovaj hadis ne ograničava Alahova imena. Hadis ne upućuje na to da pord tih 99 imena nema i drugih, već samo upućuje da će njihovo dostizanje biti nagrađeno ulaskom u Raj. Ono što se želi postići ovim hadisom jeste poticanje vjernika na izučavanje Božjih imena, a ne ograničavanje broja njegovih imena."
Bog, dakle, nema isključivo 99 imena, pored popisa 99 najprihvaćenijih, koja se još nazivaju i potvrđena, postoji i popis nekoliko desetaka imena koja prihvaćaju samo neke islamske skupine, a koja se općenito nazivaju nepotvrđenima.

### PotvrđenaBožja imena
"Potvrđenima" se nazivaju sva najšire prihvaćena Božja imena, a to su:
1. Allah الله  : Jedan Jedini Bog koji je dostojan da bude obožavan
2. Er-Rahman الرّحمان : Sveopći Dobročinitelj, Premilosrdni
3. Er-Rahim الرّحيم : Svemilostivi
4. El-Melik المَلِك : Vladar, Suvereni
5. El-Kuddus القُدّوس : Sveti, Najčistiji
6. Es-Selam السّلام : Onaj koji daje mir, Onaj koji je bez nedostataka
7. El-Mu'min المُؤمن : Pouzdani, Onaj koji potvrđuje i ispunjava obećanje
8. El-Muhejmin المُهَيْمِن : Zaštitnik, Onaj koji daje sigurnost
9. El-Aziz العزيز : Onaj koji sve pazi i prati, Onaj koji nadvladava
10. El-Džebbar الجبّار : Silni, Prinuditelj
11. El-Mutekebbir المُتَكَبِّر: Gordi
12. El-Halik الخالق: Stvoritelj, Odlučujući, Onaj koji daje mjeru svakoj stvari
13. El-Bari' البارئ: Onaj koji divno stvara
14. El-Musavvir المُصَوِّر: Oblikovatelj
15. El-Gaffar الغفّار: Svepraštajući
16. El-Kahhar القهّار: Onaj koji sve nadvladava
17. El-Vehhab الوهّاب: Milostivi darivatelj, Onaj koji obilno dariva
18. Er-Rezzak الرزّاق: Onaj koji obilnu opskrbu daje
19. El-Fettah الفتّاح: Onaj koji sve rješava i otvara, Onaj koji pobjedu donosi
20. El-Alim العليم: Sveznajući, Onaj koji posjeduje svo znanje
21. El-Kabid القابض: Onaj koji steže i stišće
22. El-Basit الباسط: Onaj koji pruža i otpušta
23. El-Hafid الخافض: Onaj koji spušta
24. Er-Rafi' الرّافع: Onaj koji uzdiže
25. El-Mu'izz المُعِزّ: Onaj koji uzvisuje, daje čast i slavu
26. El-Muzill المُذِلّ: Onaj koji ponižava, daje poniženje
27. Es-Semi' السّميع: Svečujni
28. El-Besir البصير: Svevideći
29. El-Hakem الحكم: Sudac, Onaj koji postavlja svoja pravila, donosi svoj sud i izriče presudu
30. El-'Adl العدل: Pravedni
31. El-Latif اللطيف: Dobrostivi, Dobri
32. El-Habir الخبير: O svemu obaviješteni
33. El-Halim الحلي: Blagi, Srdačni
34. El-Azim العظيم: Veliki, Neizmjerljivi
35. El-Gafur الغفور: Svepraštajući
36. Eš-Šekur الشّكور: Zahvalni, Onaj koji uzvraća nagradom za vjernost
37. El-'Alijj العليّ: Uzvišeni
38. El-Kebir الكبير: Beskrajno veliki, Najizdignutiji
39. El-Hafiz الحفيظ: Onaj koji čuva
40. El-Mukit المُقيت: Onaj koji pazi i uzdržava
41. El-Hasib الحسيب: Onaj koji obračun svodi
42. El-Dželil الجليل: Veličanstveni
43. El-Kerim الكريم: Plemeniti
44. El-Rekib الرقيب: Budni, Onaj koji na sve motri
45. El-Mudžib المجيب: Onaj koji uslišava molbe
46. El-Vasi’ الواسع: Onaj koji milošću i znanjem sve obuhvata
47. El-Hakim الحكيم: Mudri
48. El-Vedud الودود: Onaj koji voli
49. El-Medžid المجيد: Slavljeni, Najslavniji
50. El-Ba'is الباعث: Uskrsavatelj, Onaj koji podiže iz mrtvih
51. Eš-Šahid الشّهيد: Svjedok svemu
52. El-Hakk الحقّ: Istiniti
53. El-Vekil الوكيل: Sveopći Skrbnik, Staratelj, Povjerenik
54. El-Kavijj القوي: Moćni
55. El-Metin المتين: Čvrsti, Postojani
56. El-Velijj الوليّ: Zaštitnik
57. El-Hamid الحميد: Hvaljeni
58. El-Muhsi المُحصي: Onaj koji sve obuhvata i svemu broj zna
59. El-Mubdi المُبدئ: Početni Stvaralac, Izumitelj
60. El-Mu'id المُعيد: Onaj koji nakon smrti daje novo postojanje
61. El-Muhijj المُحيي: Onaj koji život daje
62. El-Mumit المُميت: Onaj koji usmrćuje
63. El-Hajj الحيّ: Živi
64. El-Kajjum القيّوم: Onaj koji sve održava i čuva
65. El-Vadžid الواجد: Bogati, Onaj koji sve posjeuje
66. El-Madžid الماجد: Slavni
67. El-Vahid الواحد: Jedini, Onaj kome sličnog nema
68. Es-Samed الصّمد: Onaj kome se svatko obraća, u koga se svatko pouzda
69. El-Kadir القادر: Svemoćni
70. El-Muktedir المُقتدر: Onaj kome apsolutna moć pripada
71. El-Mukaddim المُقدِّم: Onaj koji unapređuje
72. El-Mu'ehhir المُؤخّر: Onaj koji unazađuje
73. El-Evvel الأوّل: Prvi, Onaj čije postojanje nema početka
74. El-Ahir الآخر: Posljednji, Onaj čije postojanje nema svršetka
75. El-Zahir الظّاهر: Vidljivi, Očiti, Vanjski
76. El-Batin الباطن: Skriveni, Unutarnji
77. El-Vali الوالي: Upravitelj, Čuvar, Bliski
78. El-Mute'ali المُتعالي: Najuzvišeniji, Najpočašćeniji
79. El-Berr البرّ:  Dobročinitelj, Dobrohotni
80. Et-Tevvab التّوّاب: Onaj koji prima pokajanje
81. El-Muntekim المُنْتَقِم: Osvetnik, Onaj koji ne ostaje dužan
82. El-Afuvv  ّالعفُو: Onaj čiji je oprost neizmjerljiv
83. Er-Re'uf الرّؤف: Samilosni, Sažaljivi
84. Malik-ul-Mulk مالك المُلك: Posjednik sve Vlasti
85. Zul-Dželali vel-Ikram ذو الجلال والإكرام: Posjednik svakog Visočanstva i Darežljivosti
86. El-Muksit المُقسط: Pravedni, Sveopći djelitelj pravde
87. El-Džami' الجامع: Ujedinitelj
88. El-Ganijj الغنيّ: Bogati, Onaj koji je sam sebi dostatan
89. El-Mugni المُغْني: Onaj koji bogatstvo dodjeljuje, Onaj koji osamostaljuje
90. El-Mani' المانع: Onaj koji bogatstvo oduzima, Onaj koji štiti
91. Ed-Darr الضّار: Onaj daje štetu i nevolju
92. En-Nafi' النّافع: Onaj daje korist i dobro
93. En-Nur النّور : Svjetlost
94. El-Hadi الهادي: Onaj koji vodi i upućuje
95. El-Bedi' البديع: Prapočetni, Nedostižni, Neusporedivi
96. El-Baki الباقي: Vječni, Stalni, Onaj čije je nepostojanje nemoguće
97. El-Varis الوارث: Nasljednik svega
98. Er-Rešid الرّشيد: Upućivatelj na dobro, na pravi put
99. Es-Sabur الصّبور: Strpljivi, Bezvremenski, Onaj koji grješnicima odlaže kaznu

### NepotvrđenaBožja imena
"Nepotvrđenima" se uopćeno nazivaju sva Božja imena koja prihvaćaju samo pojedine islamske skupine i učenjaci. To, međutim, ne znači da to nisu Božja imena ili da ona ne spadaju u Njegove atribute. Neka od tih imena su: 
- El-Ferd الفرد: Jedinstveni
- El-Fedil الفضيل: Zaslužni
- En-Nasir الناصر: Pomagač
- Es-Sadik الصادق: Istinoljubivi
- El-Daim الدءم: Trajni
- El-Me'abud المعبود: Obožavani, Štovani i dr.

## Izgovaranje Božjih imena
Izgovaranje Božjih imena je vrijedna i pohvalna vjerska praksa, na koju islam potiče svoje sljedbenike. Poslanik Muhamed se često Bogu obraćao svojom poznatom molitvom:
Molim Te svakim imenom kojim si Sebe nazvao, i kojim si podučio nekog od Svojih robova, ili imenom koje si ostavio za Sebe i nikome ga nisi otkrio!
Poznavanje lijepih Alahovih imena i njihovih značenja je jedan od temelja čvrstog vjerovanja (iman), ali i jedna vrlo časna i poštovana osobina svakog vjernika, o čemu Ibnu-l-Kajjim el-Dževzi kaže:
"Spoznaja lijepih Božjih imena predstavlja vrata za one koji vole Boga istinskom ljubavlju – vrata na koja neće ući nitko drugi osim njih. Oni su ti koji se ne mogu zasititi traganja za spoznajom Njega. Kad god im se znanje o Njemu poveća, poveća se i njihova ljubav, želja i čežnja, a zbog ljubavi prema Bogu njihova mjesta i položaji se podižu, shodno njihovoj spoznaji i znanju o Njemu, slavljen i uzvišen neka je On! I onaj tko najbolje spozna Boga – najviše ga i voli."
Dakle, uputno je da se vjernici u svojim dovama (molitvama) Bogu obraćaju sa što više Njegovih imena, jer On to voli, a time je moguće i da spomenu Njegovo najuzvišenije ime, čime će im On molitvu zasigurno uslišati.
Izgovaranje Božjih lijepih imena je važan dio zikra – štovanja Boga riječima. Imena se izgovaraju redom, počinjući, a zatim uvezujući na slijedeći način: Huvallahu-l-lezi la ilahe illa huve-r-Rahmanu-r-Rahimu-l-Meliku-l-Kuddusu-s-Selamu..., završavajući svako ime samoglasnikom u, a počinjući određenim članovima el, es ili er bez e. Kada se staje radi uzimanja daha, zadnje izgovoreno ime je ez u, a sljedeće počinje određenim članom s e, npr. ...-r-Rahimu-l-Melik. El-Kuddusu-s-Selamu... Ako se vjernik zavjetuje na izgovaranje određenog imena (svakodnevno, navečer...) izgovara ga na slijedeći način: Ja Rahmanu, ja Allah, ja Rahmanu ja Allah... što znači O Milostivi, O Alahu, o milostivi o Alahu... i ponavlja dok se ne ispuni brojka na koju se zavjetovalo.